# Giovanni Spano
Giovanni Spano (Ploaghe, 3 marzo 1803 – Cagliari, 3 aprile 1878) è stato un archeologo, linguista, etnologo, docente universitario e presbitero italiano.

## Biografia
Nato da famiglia agiata, lascia Ploaghe nel 1812 alla volta di Sassari dove viene iscritto alla scuola degli Scolopi.
Nel 1820 riceve il titolo di Magister artium liberalium dopo aver frequentato il seminario di Sassari. Nel 1825 si laurea in teologia. Nel 1827 riceve gli ordini sacri, insegna alle scuole elementari di Sassari e continua a studiare filosofia. Nel 1830 diviene dottore delle arti liberali e si trasferisce a Roma, iniziando i suoi studi linguistici del greco, dell'arabo e dell'ebraico. Ha appena 31 anni quando nel 1834 viene nominato docente universitario di sacra scrittura e lingue orientali all'Università di Cagliari e direttore del museo archeologico. Nel 1839 diviene direttore della biblioteca universitaria, nel 1854 preside del liceo Dettori e dal 1857 al 1868 rettore dell'ateneo. Nel 1871 fu nominato senatore del Regno d'Italia, ma né accettò né rifiutò la carica.
Giovanni Spano viene ricordato fra i più grandi studiosi sardi di archeologia, storia e storia dell'arte in Sardegna, glottologia ed etnologia della Sardegna, tra l'altro all'origine della Scuola antropologica di Cagliari. Il canonico Spano pose in maniera esplicita la questione della lingua sarda, proponendo la variante logudorese come lingua letteraria della Sardegna, così come avvenuto per il dialetto fiorentino, impostosi in Italia come italiano illustre.
Morì a Cagliari ed è sepolto nel cimitero monumentale di Bonaria, sulla sua tomba fece imprimere il motto: Patriam dilexit, laboravit ("Amò la sua terra, e per lei impegnò la sua opera").
Nel 1923 fu istituito a Sassari il liceo scientifico statale "Giovanni Spano" a lui dedicato, tuttora il maggiore liceo cittadino dopo il secolare Liceo Classico del Convitto Nazionale Canopoleno (1611).
I comuni di Cagliari, Sassari, Ploaghe, Oristano, Bosa e Torino gli hanno intitolato ognuno una via cittadina.

## Opere
- Ortografia sarda nazionale, ossia grammatica della lingua logudorese paragonata all'italiana (1840)
- L'antica città di Tharros (1851)
- Vocabolario sardo-italiano e italiano-sardo (1851-52)
- Al cav. D. Giovenale Vegazzi-Ruscalla lettera del can. Giovanni Spano sul volgare adagio il riso sardonico (1853)
- Bullettino archeologico sardo ossia raccolta dei monumenti antichi in ogni genere di tutta l'isola di Sardegna (1855-1861)  , Digitalizzazione della Biblioteca Universitaria di Heidelberg
- Guida di Cagliari e dei suoi dintorni (1856)
- Guida del Duomo di Cagliari (1856)
- Canzoni popolari della Sardegna, 1857, ora edizioni Ilisso, Nuoro, 1999 isbn:88-85098-94-0
- Note, aggiunte e emendamenti all'Itinerario dell'isola di Sardegna di Alberto della Marmora (1865)
- La profezia di Giona, (volgarizzata in dialetto sardo logudorese), Londra, 1861
- I nuraghi di Sardegna (1867)
- Storia e descrizione dell'Anfiteatro Romano di Cagliari (1868)
- Abbecedario storico degli uomini illustri sardi scoperti ultimamente nelle pergamene, codici ed in altri monumenti antichi, con appendice Dell'Itinerario antico della Sardegna (1869)
- Storia e necrologio del campo santo di Cagliari (1869)
- Acque termali di San Saturnino presso Benetutti (1870)
- Vocabolario sardo geografico, patronimico e etimologico (1873)
- Storia degli ebrei in Sardegna (1875)
- Alberto della Marmora, la sua vita e i suoi lavori in Sardegna e la medaglia fatta coniare dal municipio di Cagliari (1875)
- Proverbi sardi (a cura e con Introduzione di Giulio Angioni), Nuoro, Ilisso, Bibliotheca sarda, 1997